# Antonio Delitala
Antonio Delitala (Sassari, 9 giugno 1941 – Piacenza, 15 ottobre 2011) è stato un giornalista e scrittore italiano.

## Biografia
Sassarese, figlio del chirurgo Palmerio Delitala, dopo il liceo Azuni si iscrive inizialmente a Medicina, ma segue degli studi umanistici e consegue la laurea in Filosofia all'Università di Sassari. Si sposa nel 1969 con la concittadina Simona Bertolini, insegnante, con la quale ha avuto un figlio, Palmerio che muore prematuramente a soli 16 anni, e due figlie, Jole e Carla. Divorzierà dalla moglie Simona nel 2011 dopo 42 anni di matrimonio. Si sposerà poi con una collega giornalista. Matrimonio poi annullato nel novembre 2016. Muore nell'ottobre 2011.
Dopo un esordio giovanile come giornalista sportivo, ha lavorato per lungo tempo come redattore capo e inviato speciale per La Nuova Sardegna, nel periodo dei sequestri di persona. Focalizzandosi sulla cronaca nera, scriverà decine di opere sul tema ripercorrendo fatti di cronaca di rilevanza locale e nazionale, come i casi di Maria Ausilia Piroddi in Ogliastra o di Melania Rea a Ripe di Civitella.
Impegnato in politica, è stato più volte candidato e eletto consigliere e assessore comunale a Sassari, nelle file della DC, PPI, UdC e liste civiche.
Ha lavorato per varie testate, come Il Giornale di Vicenza, e come responsabile degli uffici stampa della Banca Popolare di Sassari e del Consiglio regionale della Sardegna. Diventa un collaboratore delle reti Mediaset, partecipando a molte trasmissioni televisive che si occupavano dei fatti di cronaca nera degli ultimi anni, in particolare Quarto grado, per cui pubblicherà il primo libro della collana dedicata I gialli di Quarto grado.
È deceduto improvvisamente il 15 ottobre 2011, in seguito a complicanze dopo un intervento al cuore.

## Opere
- Antonio Delitala, Il muro di carta: dietro il linguaggio dei quotidiani, Sassari, Chiarella, 1979.
- Antonio Delitala, Arcipelago Europa: la Sardegna nella Comunità, Sassari, Quattromori, 1979.
- Antonio Delitala, Gli amanti diabolici, Sassari, La Nuova Sardegna, 2010.
- Antonio Delitala, Delitto d'onore, Sassari, La Nuova Sardegna, 2010.
- Antonio Delitala, Il giallo di Borore, Sassari, La Nuova Sardegna, 2010.
- Antonio Delitala, Gisella deve morire, Sassari, La Nuova Sardegna, 2010.
- Antonio Delitala, La moglie scomparsa, Sassari, La Nuova Sardegna, 2010.
- Antonio Delitala, Il mostro del camper, Sassari, La Nuova Sardegna, 2010.
- Antonio Delitala, Renzo il sarto, Sassari, La Nuova Sardegna, 2010.
- Antonio Delitala, Rosso carbone, Sassari, La Nuova Sardegna, 2010.
- Antonio Delitala, Strage nella cantoniera, Sassari, La Nuova Sardegna, 2010.

Pubblicazioni postume
- Antonio Delitala, Lo strano caso di Melania Rea. Tradimenti, bugie e segreti del delitto che divide l'Italia, Milano, Fivestore - RTI, 2011.
- Antonio Delitala, La rosa nera d'Ogliastra, Sassari, La Nuova Sardegna, 2012.
- Antonio Delitala, Sangue nel vicolo, Sassari, La Nuova Sardegna, 2012.
- Antonio Delitala, L'amante del prete, Sassari, La Nuova Sardegna, 2012.
- Antonio Delitala, La coda del diavolo, Sassari, La Nuova Sardegna, 2012.
- Antonio Delitala, Vita e morte nello stazzo, Sassari, La Nuova Sardegna, 2012.
- Antonio Delitala, La sposa di Oliena, Sassari, La Nuova Sardegna, 2012.
- Antonio Delitala, Il giogo di buoi, Sassari, La Nuova Sardegna, 2012.
- Antonio Delitala, Tre spari in via Tempio, Sassari, La Nuova Sardegna, 2012.
- Antonio Delitala, Autostop, Sassari, La Nuova Sardegna, 2012.
- Antonio Delitala, Un amore di paese, Sassari, La Nuova Sardegna, 2012.